# Simone Pierich
Simone Pierich (Gorizia, 22 settembre 1981) è un ex cestista e dirigente sportivo italiano.
Dall'agosto 2022 ricopre il ruolo di team manegar. Figlio di Elvio Pierich, storico capitano della Pallacanestro Gorizia e della Reyer Venezia negli anni 1970, seguì il padre nel 1985 a Mirandola, dove era stato ingaggiato nella Pico Basket e nelle cui giovanili Simone iniziò a praticare lo sport. In seguito crebbe anche nelle giovanili della SBM Modena.

## Club
Ha disputato 6 incontri nella Serie A 2001-02 con la maglia della Mabo Livorno. Dal 2006 milita nella Junior Libertas Pallacanestro, squadra con la quale ha disputato oltre 140 incontri in Legadue, oltre alla Serie A del campionato 2011-2012.

## Nazionale
Pierich ha vestito la maglia della Nazionale italiana in 4 occasioni, sempre nel 2008. Ha realizzato in totale 25 punti.
| Cronologia completa delle presenze e dei punti in Nazionale - Italia | Cronologia completa delle presenze e dei punti in Nazionale - Italia | Cronologia completa delle presenze e dei punti in Nazionale - Italia | Cronologia completa delle presenze e dei punti in Nazionale - Italia | Cronologia completa delle presenze e dei punti in Nazionale - Italia | Cronologia completa delle presenze e dei punti in Nazionale - Italia | Cronologia completa delle presenze e dei punti in Nazionale - Italia | Cronologia completa delle presenze e dei punti in Nazionale - Italia |
| Data                                                                 | Città                                                                | In casa                                                              | Risultato                                                            | Ospiti                                                               | Competizione                                                         | Punti                                                                | Note                                                                 |
| -------------------------------------------------------------------- | -------------------------------------------------------------------- | -------------------------------------------------------------------- | -------------------------------------------------------------------- | -------------------------------------------------------------------- | -------------------------------------------------------------------- | -------------------------------------------------------------------- | -------------------------------------------------------------------- |
| 04/06/2008                                                           | Bassano del Grappa                                                   | Italia                                                               | 90 - 98                                                              | Rep. Ceca                                                            | Amichevole                                                           | 8                                                                    |                                                                      |
| 06/06/2008                                                           | Verona                                                               | Italia                                                               | 76 - 68                                                              | Ucraina                                                              | Amichevole                                                           | 3                                                                    |                                                                      |
| 07/06/2008                                                           | Verona                                                               | Italia                                                               | 73 - 59                                                              | Italia                                                               | Amichevole                                                           | 7                                                                    | Italia vs. Italia Under 22 LNP                                       |
| 10/06/2008                                                           | Montebelluna                                                         | Italia                                                               | 90 - 73                                                              | Ucraina                                                              | Amichevole                                                           | 7                                                                    |                                                                      |
| Totale                                                               |                                                                      | Presenze                                                             | 4                                                                    |                                                                      | Punti                                                                | 25                                                                   |                                                                      |